# Руднянское городское поселение (Волгоградская область)
Рудня́нское городско́е поселе́ние — муниципальное образование (городское поселение) в Руднянском муниципальном районе Волгоградской области.
Административный центр — рабочий посёлок Рудня.

## География
Расположено в восточной части Руднянского района.
Площадь городского поселения составляет 42 348 гектар, из которых 25 478 га (по состоянию на 2008 год) приходится на сельхозугодья и 443 га занимает застройка (по состоянию на 2008 год).
Граничит:
- на юге — с Котовским районом;
- на юго-западе — с Лопуховским сельским поселением;
- на западе — с Сосновским, Матышевским и Ильменским сельскими поселениями;
- на севере — с Осичковским сельским поселением;
- на востоке и юге — с Жирновским районом[1].

## История
Руднянское городское поселение образовано 21 декабря 2004 года в соответствии с Законом Волгоградской области № 969-ОД.

## Население
| 2009  | 2010  | 2012  | 2013  | 2014  | 2015  | 2016  |
| ----- | ----- | ----- | ----- | ----- | ----- | ----- |
| 7473  | ↗7979 | ↘7898 | ↘7761 | ↘7554 | ↘7380 | ↘7241 |
| 2017  | 2018  | 2019  | 2020  | 2021  |       |       |
| ↘7079 | ↘6905 | ↘6759 | ↘6628 | ↘6488 |       |       |

2010 год — 7979 чел. (3590 мужчин и 4389 женщин)

## Состав городского поселения
| № | Населённый пункт      | Тип населённого пункта      | Население |
| - | --------------------- | --------------------------- | --------- |
| 1 | Егоровка-на-Медведице | село                        | 47        |
| 2 | Митякино              | село                        | 39        |
| 3 | Разливка              | село                        | 14        |
| 4 | Рудня                 | пгт, административный центр | ↘6086     |
| 5 | Русская Бундевка      | село                        | 194       |
| 6 | Садовый               | посёлок                     | 231       |
| 7 | Терсинка              | село                        | 67        |

## Администрация
Глава — Воронина Ольга Васильевна (c 11 октября 2009 года);

Телефон/факс: 8(84453) 7-15-31

Адрес администрации: 403601, Волгоградская область, Руднянский район, р.п. Рудня, ул. Комсомольская, 1.

e-mail: usp_sloboda@mail.ru

## Транспорт
По территории городского поселения проходят следующие автомобильные дороги регионального или межмуниципального значения:
- автомобильная дорога «Жирновск — Рудня — Вязовка — Михайловка — Кумылженская — Вешенская» (идентификационный номер дороги: 18 ОП РЗ 18К-5);
- автомобильная дорога «Рудня — Даниловка» (идентификационный номер дороги: 18 ОП РЗ 18К-29)[20].

Протяженность автодорог местного значения — 29,5 км (по состоянию на 2011 год).
На севере территорию поселения пересекает в направлении запад↔восток железнодорожная линия со станцией «Ильмень» (находится у северной окраины Рудни), которая относится к Волгоградскому отделению Приволжской железной дороги, а продолжение линии к западу от неё уже входит в состав Ртищевского отделения Юго-Восточной железной дороги.